# Nae Bassarabescu
Nae (Nicolae) Bassarabescu (n. 1842, București, Țara Românească – d. 1906, București, România) a fost un ziarist și numismat român, rudă cu I.A. Bassarabescu. A fost redactor la Trompetta Carpaților a lui Cezar Bolliac și la publicația liberală Poporul. Împreună cu I.C. Fundescu de la Telegraful a realizat polemici acide contra lui Mihai Eminescu, care era pe atunci redactor la ziarul conservator - Timpul. Ca urmare a activității sale împotriva Casei Regale a României, Nae Bassarabescu a făcut pușcărie în anul 1875 timp de o lună de zile. A fost prieten cu pictorul Nicolae Grigorescu care i-a făcut portretul și o serie de caricaturi. A fost numit de către Nicolae Kretzulescu în funcția de director al Muzeului Național pentru o scurtă perioadă de timp.
Nae Bassarabescu a rămas istoriei presei românești, ca cel datorită căruia simpaticile chioșcuri de pe străzile și bulevardele Bucureștiului au contribuit la distribuirea presei acelor timpuri, cât și la modernizarea orașului. Ca urmare a afacerii în distribuția de presă a fost numit Înființătorul chioșcurilor din București.

## Biografie
Nae Bassarabescu s-a născut în familia lui Ștefan Bassarabescu și a Elisabetei din localitatea Giurgiu. El a venit pe lume în anul 1842 la București și era rudă cu prozatorul I.A. Bassarabescu.
Ziaristul român a fost burlac până la vârsta de 51 de ani. A fost îndrăgostit de actrița Frosa Sarandy care-l poreclise Bibicul și s-a căsătorit în anul 1893 cu Elisa Nopcea. Aceasta era deja la a treia căsătorie, ultima oară cu Maraveia. Ca zestre, Elisa a adus o mobilă prețioasă - „dormitorul lui  Vodă Ghica”. Fiicele lui Nae cu Elisa nu au știut să menționeze despre care Ghica ar fi fost vorba. Nicolae Vătămanu a adus ipoteza că ar fi Alexandru Ghica, fără să aducă vreo sursă în susținerea acestei afirmații. Ulterior, Elisa a vândut acest dormitor doctorului Iosif Dona.

### Activitatea publicistică
De timpuriu, încă de la vârsta de șaptesprezece ani și-a început cariera ca scriitor în anul 1859 în funcția de copist la tribunal. După aceea a fost șef de secție la Ministerul Cultelor. Din cauză că nu i-a plăcut să devină un simplu funcționar, el s-a alăturat lui Cezar Bolliac, luptător revoluționar. Între anii 1866 - 1871 a fost redactor la Trompetta Carpaților. Acolo, el a fost practic paratrăznetul lui Bolliac în relația cu autoritățile.
În data de 1 august 1871, Nae Bassarabescu a plecat de la Trompetta Carpaților pentru postul de director și redactor al publicației liberale intitulată Poporul. Ca urmare a activității sale împotriva Casei Regale a României, Nae a făcut pușcărie în anul 1875 timp de o lună de zile, fiind achitat de jurați.
Exista un obicei în acele vremuri: gazetarii se luptau cu colegii lor care lucrau la alte publicații. Așa s-a ajuns ca Nae Bassarabescu de la Poporul împreună cu I.C. Fundescu de la Telegraful să-l atace pe Mihai Eminescu ce era pe atunci redactor la ziarul conservator - Timpul. Mihai Eminescu se distanțase de polemica inițiată de către „niște bieți cenușari de arhive și de calcelarii”. După un timp, în anul 1883, patronii Timpului l-au preluat pe Nae Bassarabescu la ziarul lor și i-au dat voie să publice articole. Ca urmare, Mihai Eminescu a amenințat cu demisia. În mod similar, Nae a încercat să-l terfelească pe Titu Maiorescu pe care l-a poreclit Muierescu. Porecla avea legătură cu unele zvonuri calomnioase care circulau cu privire la marele om politic.
Nae Bassarabescu a scris câteva broșuri, printre care una despre Haiducul Tunsu. Nicolae Vătămanu a considerat că Bassarabescu ar fi fost un premergător al lui povestitorului popular Nicolae D. Popescu.

### Prietenia cu Nicolae Grigorescu
După cum se știe, Nae Bassarabescu a fost un dușman înrăit al lui Titu Maiorescu și Mihai Eminescu, fără ca posteritatea să-i fi identificat motivația. Pe de altă parte, el a fost foarte bun prieten cu Nicolae Grigorescu. Prin toate mijloacele sale profesionale, Nae nu a ezitat să-i facă cunoscute operele și mai ales să-l ajute să fie cunoscut la începuturile carierei sale în România. În conformitate cu  cercetările biografilor lui Grigorescu, se știe că acesta frecventa anumite localuri bucureștene așa cum a fost Cafeneaua Guichard. Localul era punctul de întâlnire al mai multor ziariști și scriitori ai acelor timpuri. La Guichard se adunau și mulți francezi aflați în capitala României, ei constituind un cerc aparte, un fel de club francez exclusivist. În mod cu totul excepțional erau acceptați și românii. Pentru a fi admiși trebuiau să fie recomandați de minim doi membri ai cercului. Acest cerc de circa o sută de membri își făceau veacul la Guichard pe strada Știrbei Vodă. 

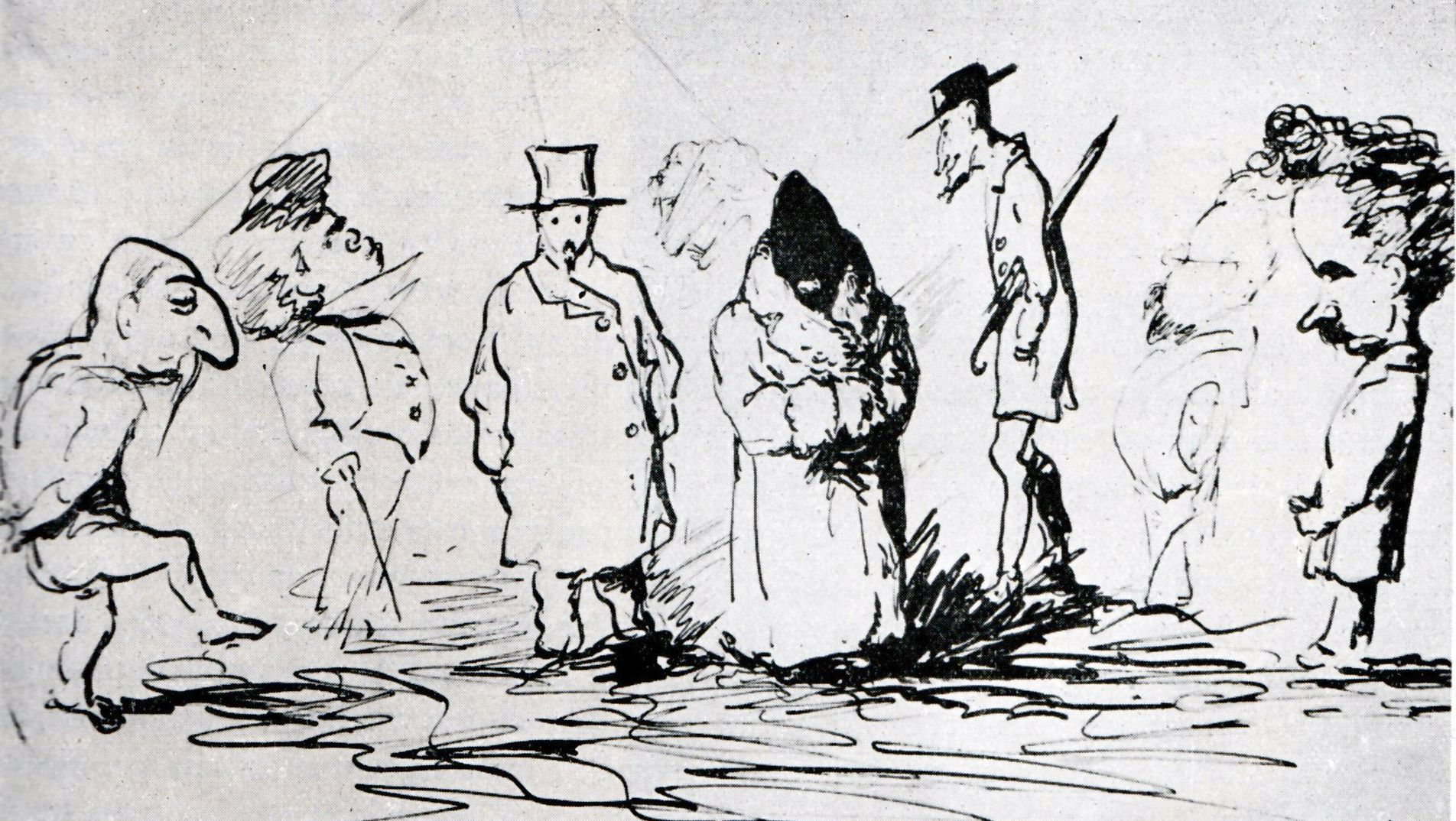
Desen de Nicolae Grigorescu - Familiarii Cafenelei Guichard: Nae Bassarabescu, Petru Verussi, Nicolae Grigorescu, Filip Montoreanu, Gheorghe Duca, V.A. Urechia

Grigorescu a caricaturizat pe prietenii săi în cunoscutul desen intitulat Familiarii Cafenelei Guichard. Cei figurați în caricatură sunt Nae Bassarabescu, Petru Verussi, Nicolae Grigorescu, Filip Montoreanu, Gheorghe Duca și V.A. Urechia. Nae Bassarabescu este primul din stânga desenului, văzut din profil spre dreapta. Caricatura i-a aparținut lui Bassarabescu. Când acesta a decedat, aceasta a rămas urmașilor lui, cei care în anul 1913 au donat-o lui Anastase Simu cel care a înființat în anul 1910 - Muzeul Simu. Nae a avut mai multe tablouri semnate de Grigorescu. Familia sa își amintea însă doar de unul cu pisici.
Alte desene făcute de pictorul român sunt două caricaturi. Una în care Nae l-a însoțit pe artist la începutul lunii octombrie a anului 1871 într-o excursie în munți. Amândoi sunt reprezentați călări, Nae ocupând prim-planul cu capul acoperit de o glugă de sub care se vede doar nasul lunguieț și fața. Nicolae Vătămanu, cel care a scris o scurtă biografie a lui Nae Bassarabescu, a opinat că în această călătorie cei doi au avut lungi discuții despre artă și despre amărăciunile pictorului. Așa explică Vătămanu apariția în ziarul Poporul, acolo unde era Nae redactor, a două articole nesemnate dar în care apar o serie de confidențe ce aparțineau lui Grigorescu. În data de 10 octombrie 1871 s-a menționat că:
„... Distinsul nostru pictor N. Grigorescu care de vreo două luni lipsea din București, de unde se refugiase prin părțile muntelui, căutând în fecunditatea naturii să-și facă lăcaș de admirațiune și de ocupațiune inimei sale de artist, aflăm că s-a întors duminica trecută... (În cele) câteva zile cât am putut petrece cu dânsul, luna trecută, prin pozițiile cele mai răpitoare, (pictorul adunase) deja numeroase studii cu cele mai frumoase subiecte. Te așteptăm, spre a da dulcele tribut al admirațiunii operelor tale.”

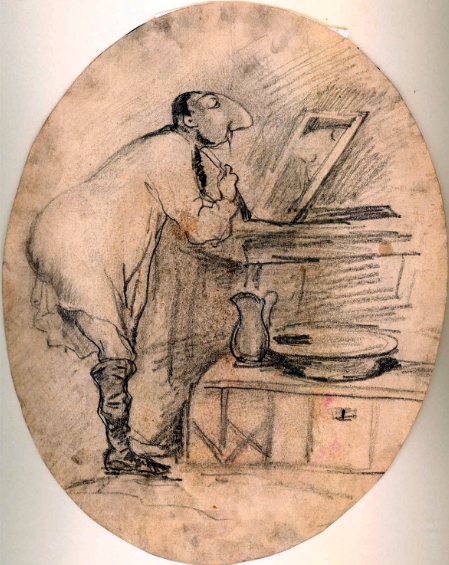
Toaleta lui Nas Arabescu - Caricatură de Nicolae Grigorescu

A doua caricatură făcută de Grigorescu îl reprezintă pe Nae bărbierându-se în condițiile austere ale călătoriei prin coclaurile munților. Nae este simplu de identificat prin nasul său prelung, caracteristică pe care Grigorescu a categorisit-o ca „profilul său de rozător pleșuv”.
Cele două articole nesemnate amintite mai sus, cu toate că suferă de stilul epocii sunt mai clare și relevă faptul că cel care le-a scris a fost un om cunoscător al artei, al problemelor generate de falsificarea operelor de artă, al comercianților de artă și nu în ultimul rând un cunoscător al organizării școlilor de arte plastice din România. Remus Niculescu și George Oprescu au comentat cele două articole în analiza operei lui Grigorescu. Ei au fost partizanii apartenenței lor la activitatea publicistică a lui Nae Bassarabescu. Aceștia au fost de părere că Bassarabescu ar fi expus gândurile lui Grigorescu. Nicolae Vătămanu a considerat exact invers, că textul ar fi datorat chiar pictorului și că informațiile referitoare la colecțiile de artă care existau atunci în București - colecția lui Mihalache Ghica sau cea a Brâncovenilor, sunt deosebit de prețioase pentru contemporaneitate mai ales că unele dintre operele în discuție mai fac încă parte din colecțiile muzeelor de artă din România sau din cele private.
În primul articol, autorul a vorbit despre colecția lui Mihalache Ghica. El a spus că această colecție în loc să conțină opere de Albrecht Dürer, Tiziano Vecellio, Jusepe de Ribera, Diego Velázquez, Teniers, Bellini, Salvator Rosa, Bourguignon, etc., așa cum pretindea colecționarul, era formată dintr-o grămadă de copii ordinare făcute în străinătate de „zugravi fără talent sau mai bine zis de meseriași”. Meseriașii  au copiat elemente  și figuri dintr-o pictură anume, suprimând sau adăugând pe altele din alte tablouri „vrând prin aceasta a-i da aspectul unei variante a artistului... pe urmă dându-i verniuri peste verniuri, mâzgălindu-le și afumându-le până ajungeau a părea ca și cum ar fi trecut secole peste dânsele”.

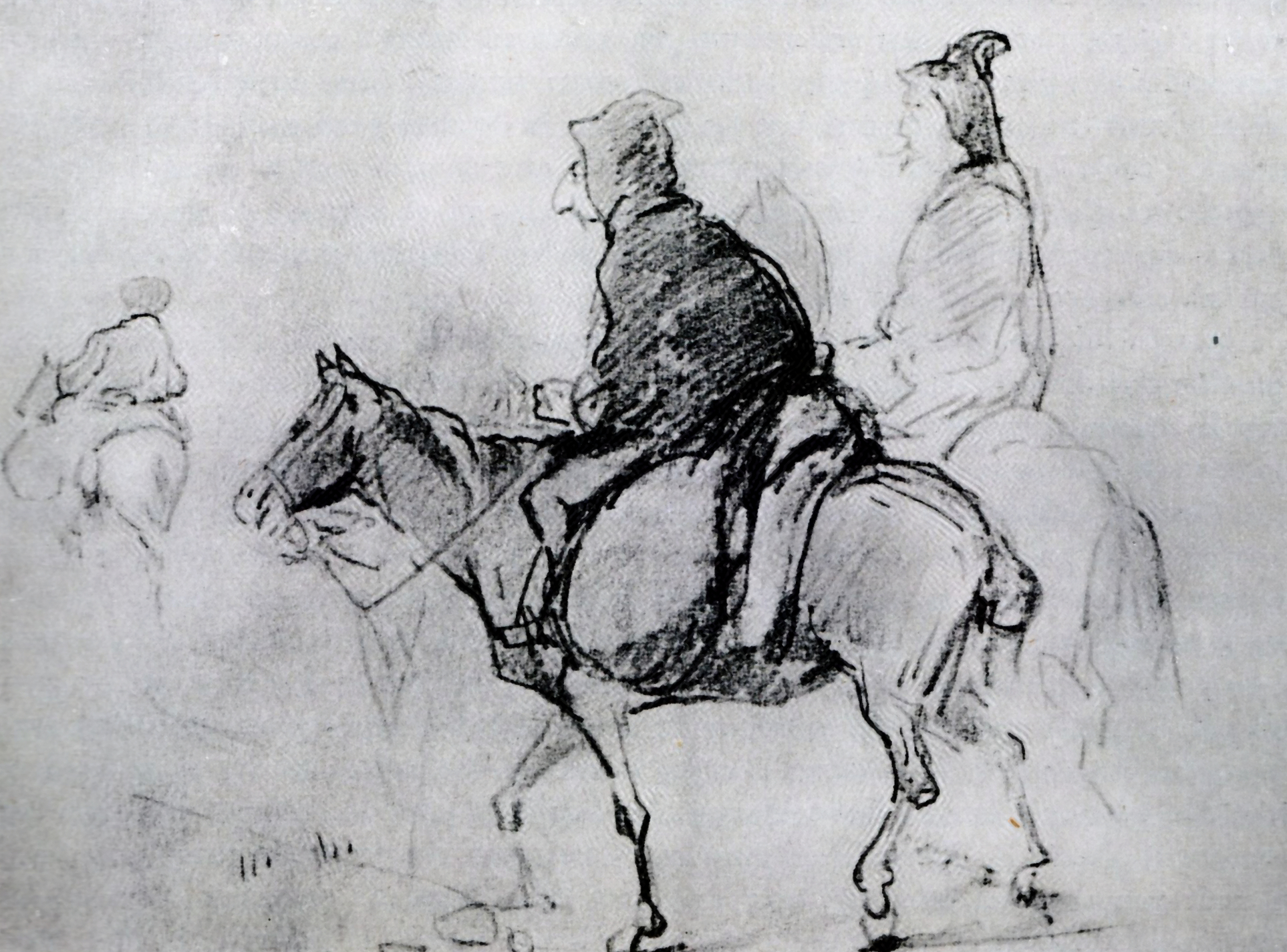
Nicolae Grigorescu și Nae Bassarabescu mergând în munți - desen de Nicolae Grigorescu (1871)

„Colecțiunea răposatului ban M. Ghica se însemnează mai ales sub aspectul deplorabil al pânzelor și în această privință am putea zice că ea posedă toate calitățile lucrului vechi, pentru că nu numai pânzele au trebuit să sufere maltratarea prin afumături și mânzălele din partea contrafăcătorilor, dar înecul Dâmboviței, părăsirea lor prin pivnițele somptuoasei case din alți timpi și alte maltratări prin agățarea pânzelor în câte un cui al caselor trântite unul peste altul, au mai ajutat o toană la învechirea lor...
... Șireții negustori pretind întotdeauna că tablourile lor sînt furate de prin marile colecții, cum de pildă acel portret al Mariei Tereza, fals bineînteles, dar oferit la București după Revoluția din 1848, despre care se șoptea că ar fi fost furat din Ungaria, ca și unele tablouri venețiene, care și ele intraseră în colecția lui Mihail Ghica”.
Autorul primului articol din ziarul Poporul a avertizat faptul că după Războiul franco-german vor sosi la București altă serie de falsuri salvate din Franța! Concluzia articolului era un sfat dat colecționarilor de artă prin care aceștia erau îndemnați  să nu achiziționeze lucrări ale unor autori consacrați, ci opere contemporane, astfel își vor înzeci profiturile și nu vor cădea în plasa comercianților. Ca urmare, Nicolae Vătămanu în cartea sa Odinioară în București publicată în anul 1974 a făcut apel la autoritățile române din acea vreme pentru realizarea unui studiu serios asupra operelor care au rămas prin muzeele din România cu proveniență din colecția lui Ghica.
În cel de-al doilea articol, au fost atacați furtunos Gheorghe Tattarescu și Theodor Aman și au fost menajați Karl Storck și Constantin I. Stăncescu (prietenii lui Grigorescu). În continuare s-a făcut vorbire despre Școala de Belle-Arte din București cum că aceasta era o iluzie frumoasă, dar o tristă realitate. Referirea la Aman era zdrobitoare prin dezvăluirea realității că acesta nu trecea pe la școală și nu chema elevii acasă la el „ca să nu-i murdărească parchetul”. Despre Tattarescu a spus că știa să zugrăvească doar sfinții din biserici.
Nicolae Vătămanu a atras atenția asupra  prieteniei dintre Bassarabescu și Grigorescu, socotind că Nae a avut rolul de a-i pune la dispoziția artistului paginile ziarului unde-și desfășura activitatea și în acest mod Grigorescu și-a putut expune public gândurile și părerile care-l animau în acei ani.

### Colecționar și director de muzeu
Există informații documentare care spun că Nae Bassarabescu era un modest numismat, gust pe care-l dobândise în preajma lui Cezar Bolliac. Prin vreun capriciu boieresc sau tocmai prin prisma calității sale de numismat, Bassarabescu a fost numit de către Nicolae Kretzulescu în funcția de director al Muzeului Național. A îndeplinit această funcție pentru o perioada scurtă de timp deoarece a fost înlocuit cu Grigore Tocilescu.

### Înființătorul chioșcurilordin București
Cum Nae Bassarabescu lucra în domeniul presei, el și-a dat seama destul de reprede că ziarele nu dispuneau de un mijloc permanent și rapid de difuzare. Pe atunci, publicațiile se foloseau de distribuitorii proprii care umblau pe toate străzile și strigau în gura mare apariția unui nou număr. De asemenea ei efectuau și distribuirea poștală a ziarelor la abonați acasă. Ambele moduri prezentau inconveniente în sensul că la marginea orașelor ziarele nu ajungeau și în centru se epuizau rapid în orele din preajma apariției. Poșta nu distribuia gazetele decât în ziua următoare a publicării lor. De aceea exista obișnuința ca în titlul ziarului să se scrie data de a doua zi.

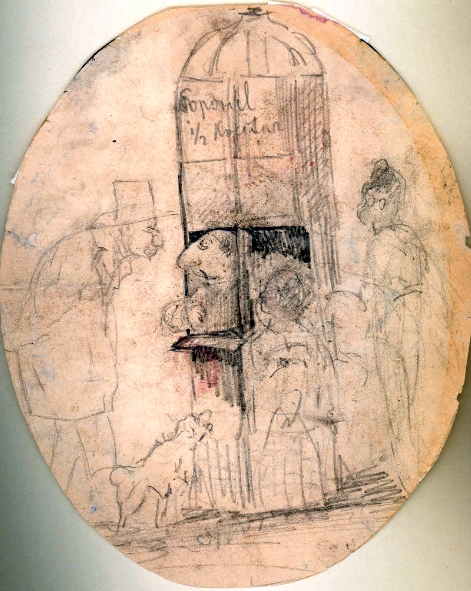
Nas Arabescu - Vânzător de ziare - Caricatură de Nicolae Grigorescu

În Occident funcționau deja chioșcurile de vânzare a gazetelor și Nicolae Vătămanu a presupus că Nae Bassarabescu a văzut sau a auzit de o astfel de modalitate de distribuție. Prin intermediul chioșcurilor se asigura o răspândire mai mare și pe o durată extinsă pe tot parcursul unei zile. În momentul în care liberalii au venit la putere, el a cerut ca recompensă a activității sale la gazeta Poporul, concesionarea înființării unui chioșc de ziare. A ales locul cel mai frecventat la intersecția Podului Mogoșoaiei cu Bulevardul Academiei (astăzi vis-a-vis de Capșa). O astfel de cerere s-a înscris în uzanțele acelor vremuri. Ca urmare, a obținut concesionarea pentru o perioadă de șapte ani. La acest prim chioșc s-a adăugat un al doilea aflat peste drum (astăzi vis-a-vis de Intercontinental la fostul Restaurant Dunărea).
Așa cum era obiceiul pe atunci, după prânz lumea ieșea la promenadă pe Podul Mogoșoaiei. În acel moment apăreau și ziarele zilei. Era de bon ton ca cel care cumpăra o gazetă s-o primească de la chioșcar împăturită în șase, astfel încât să se vadă numai manșeta. Afacerea lui Bassarabescu a mers foarte bine, fapt care i-a adus titlul de Înființătorul chioșcurilor. Ca urmare, Nae a cerut Primăriei o nouă concesiune pentru zece chioșcuri pentru un termen de cinci ani, oferind pentru concesionare suma de 750 de lei. Cererea a născut o dispută în Primărie care a împărțit consiliul în două tabere. Au apărut încă doi concurenți care au oferit pentru primele două chioșcuri de pe bulevard suma de 400 de lei. Bassarabescu a mărit suma la 1000 de lei pentru zece chioșcuri. În final, concurența a oferit 1000 de lei doar pentru primele două chioșcuri. Nae Bassarabescu a fost susținut de doctorul Sergiu, C.A. Rosetti și D. Geani. În discursul lor, ei au menționat că Nae urma să înființeze punctele de distribuție la marginea orașului, respectiv la Obor, pe Văcărești, la Capul Podului (astăzi Piața Victoriei) și în alte locații periferice. Mai mult ei au fost de părere că aceste chioșcuri vor înfrumuseța orașul. Împotriva lui Bassarabescu era doctorul Nicolae Manolescu care a susținut că diferența de chirie între participanții la licitația de concesiune era prea mare. Ca urmare, Consiliul Primăriei a respins cererea lui Nae.
După patru ani, Nae Bassarabescu a solicitat prelungirea concesiunii pentru o sumă modică de 200 de lei. Manolescu a intervenit din nou și a demonstrat consilierilor că în intervalele de timp în care Bassarabescu nu a avut concesiunea, primăria a câștigat 1410 lei. Cererea lui Nae a fost din nou respinsă.
Nae Bassarabescu a rămas istoriei presei românești, ca cel datorită căruia simpaticile edicule de pe străzile și bulevardele Bucureștiului au contribuit la distribuirea presei acelor timpuri, cât și la modernizarea orașului.